# Machu Picchu (cóctel)
El Machu Picchu es un cóctel de origen peruano preparado con pisco, jugo de naranja, jarabe de granadina y crema de menta. El cóctel es un homenaje a la antigua ciudadela incaica de Machu Picchu, ubicada en los Andes peruanos.

## Historia
No existe una fecha exacta del origen de esta bebida. Sin embargo, una teoría señala que fue una creación del barman Bernardo Solís Loaiza, quien inició su preparación en 1984, cuando trabajaba en el hotel Libertador de Cusco, una ciudad cercana a Machu Picchu. El cóctel ganó rápidamente popularidad en todo el país y se expandió a otras naciones en las décadas posteriores, posicionándose como una de las bebidas más simbólicas de Perú.

## Preparación
Se sirve habitualmente en un vaso alto. En él, se añaden los cubos de hielo, el jarabe de granadina, el jugo de naranja, el pisco y la crema de menta. Por último, se decora el vaso con cáscara de limón rallada, una cereza o una rodaja de naranja para realzar su presentación. El cóctel ofrece una explosión de colores que evoca la antigua bandera incaica; el rojo intenso de la granadina simboliza el sol, el naranja brillante del jugo de naranja representa la tierra, y el verde de la crema de menta simboliza las montañas.
El pisco, un brandy de uva peruano, aporta un sabor fuerte y afrutado, mientras que el jugo de naranja añade dulzura y notas cítricas. La crema de menta contribuye con un toque de frescura y amargor.